# جانو چمتلی
جانو چمتلی (به انگلیسی: Jano Chamtalay) یک منطقهٔ مسکونی در پاکستان است که در خیبر پختونخوا واقع شده‌است.